# Halimium commutatum
 (août 2017).
Si vous disposez d'ouvrages ou d'articles de référence ou si vous connaissez des sites web de qualité traitant du thème abordé ici, merci de compléter l'article en donnant les références utiles à sa vérifiabilité et en les liant à la section « Notes et références ».
Espèce
Classification phylogénétique
Halimium commutatum est une espèce de plantes de la famille des Cistaceae.

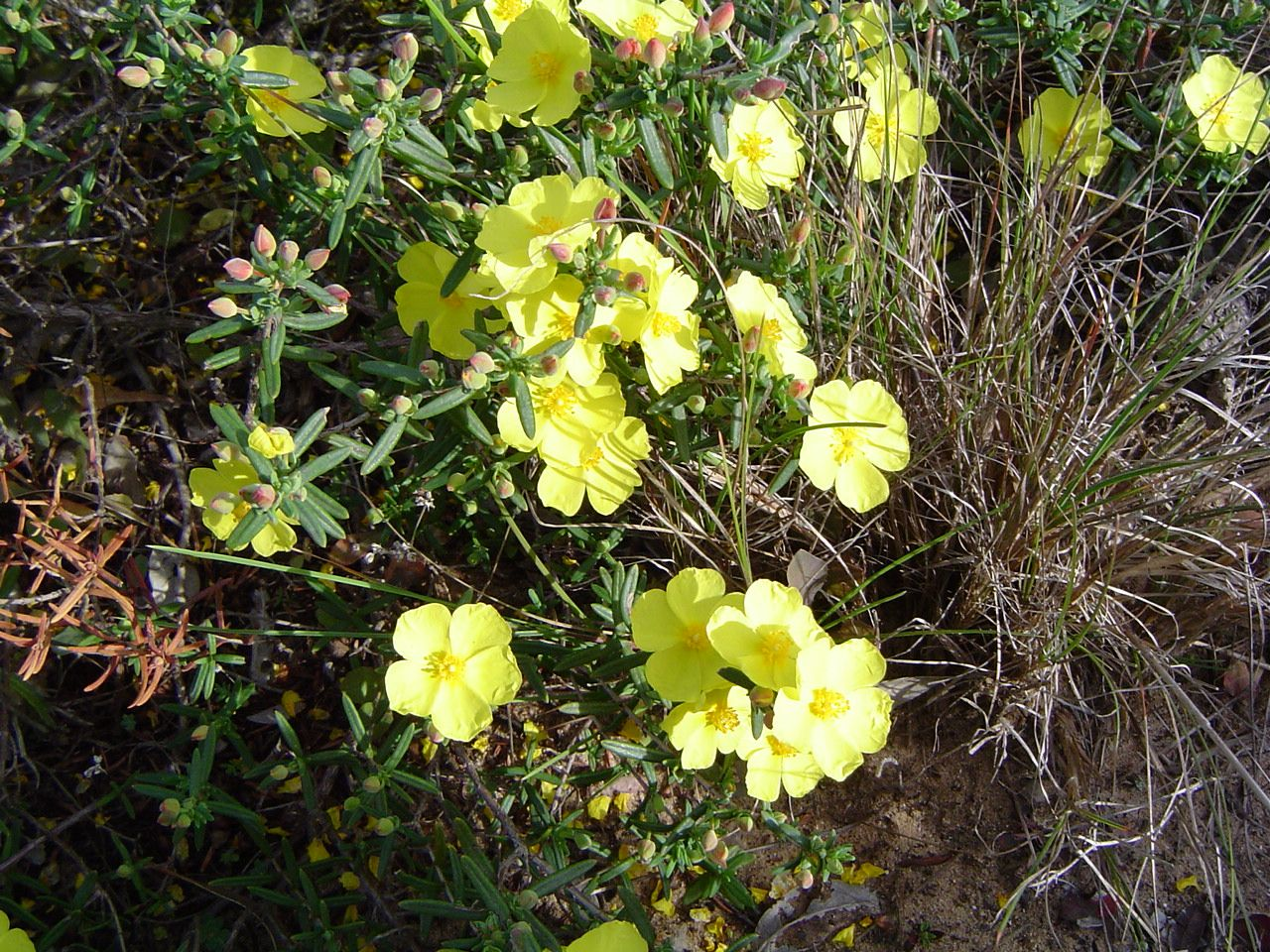
Halimium commutatum